# Hôpital Général de Dolisie
 (août 2025).
La mise en forme du texte ne suit pas les recommandations de Wikipédia : il faut le « wikifier ».
Les points d'amélioration suivants sont les cas les plus fréquents :
- Les titres sont pré-formatés par le logiciel. Ils ne sont ni en capitales, ni en gras.
- Le texte ne doit pas être écrit en capitales (les noms de famille non plus), ni en gras, ni en italique, ni en « petit »…
- Le gras n'est utilisé que pour surligner le titre de l'article dans l'introduction, une seule fois.
- L'italique est rarement utilisé : mots en langue étrangère, titres d'œuvres, noms de bateaux, etc.
- Les citations ne sont pas en italique mais en corps de texte normal. Elles sont entourées par des guillemets français : « et ».
- Les listes à puces sont à éviter, des paragraphes rédigés étant largement préférés. Les tableaux sont à réserver à la présentation de données structurées (résultats, etc.).
- Les appels de note de bas de page (petits chiffres en exposant, introduits par l'outil «  Source ») sont à placer entre la fin de phrase et le point final[comme ça].
- Les liens internes (vers d'autres articles de Wikipédia) sont à choisir avec parcimonie. Créez des liens vers des articles approfondissant le sujet. Les termes génériques sans rapport avec le sujet sont à éviter, ainsi que les répétitions de liens vers un même terme.
- Les liens externes sont à placer uniquement dans une section « Liens externes », à la fin de l'article. Ces liens sont à choisir avec parcimonie suivant les règles définies. Si un lien sert de source à l'article, son insertion dans le texte est à faire par les notes de bas de page.
- La présentation des références doit suivre les conventions bibliographiques. Il est recommandé d'utiliser les modèles {{Ouvrage}}, {{Chapitre}}, {{Article}}, {{Lien web}} et/ou {{Bibliographie}}. Le mode d'édition visuel peut mettre en forme automatiquement les références.
- Insérer une infobox (cadre d'informations à droite) n'est pas obligatoire pour parachever la mise en page.

Pour une aide détaillée, merci de consulter Aide:Wikification.
Si vous pensez que ces points ont été résolus, vous pouvez retirer ce bandeau et améliorer la mise en forme d'un autre article.
Hôpital Général de Dolisie est un établissement de santé majeur situé dans la ville de Dolisie, chef-lieu du département du Niari, en République du Congo. Il figure parmi les plus grandes structures hospitalières de la région sud du pays et joue un rôle central dans la prise en charge sanitaire des populations des départements du Niari, de la Bouenza et de la Lékoumou.

## Historique et organisation
L'hôpital général de Dolisie, officiellement créé par la loi n° 24-2015 du 29 octobre 2015, est un établissement public de santé. Il a été approuvé par le décret n°2017-325 du 14 août 2017. L'hôpital a été érigé en remplacement de la structure sanitaire existante, dans le but d'améliorer la prise en charge sanitaire des populations de Dolisie et des environs, qui définit son cadre institutionnel et ses missions. Il fait l'objet d'une gouvernance structurée avec un comité de direction dont le président veille à la gestion et à la bonne administration de l'établissement. 

## Défis et actualités
L'hôpital a connu plusieurs défis, notamment en matière de ressources humaines qualifiées, d'équipement biomédical obsolète, et de contraintes financières. En 2020, il a demandé une subvention spéciale pour sa ré-opérationnalisation afin d'améliorer la qualité des soins. Par ailleurs, en 2024, des affaires judiciaires impliquant des cadres de l'hôpital ont été portées à la connaissance du public, concernant des accusations de détournemten de fonds.

## Impact sanitaire régional
L'Hôpital Général de Dolisie exerce une fonction de référence régionale pour plusieurs services de santé. Sa gestion et son fonctionnement influencent directement la qualité des soins dans le département du Niari et dans les régions environnantes. Il a également été au centre de la réponse sanitaire pendant des épidémies telles que le choléra, la shigellose, et la fièvre 
typhoïde qui ont affecté Dolisie.

## Voir Aussi